# Петренко, Александр Александрович
Алекса́ндр Алекса́ндрович Петре́нко (род. 8 февраля 1983, Калининград) — российский легкоатлет, специалист по тройным прыжкам. Выступал за сборную России по лёгкой атлетике в 2000-х годах, бронзовый призёр чемпионата Европы в помещении, победитель Кубка Европы в личном зачёте, победитель и призёр первенств национального значения, участник летних Олимпийских игр в Пекине. Представлял Калининградскую область и Москву. Мастер спорта России международного класса.

## Биография
Александр Петренко родился 8 февраля 1983 года в Калининграде.
Занимался лёгкой атлетикой в калининградской Спортивной школе олимпийского резерва № 4, окончил Училище олимпийского резерва № 2 в Москве. Проходил подготовку под руководством тренеров Л. В. Лазарева и В. В. Шабанова, позже был подопечным В. А. Креера и Е. М. Тер-Аванесова.
Впервые заявил о себе на международном уровне в сезоне 2002 года, когда вошёл в состав российской национальной сборной и выступил на юниорском мировом первенстве в Кингстоне — занял в программе тройного прыжка четвёртое место.
В 2005 году стал серебряным призёром на зимнем чемпионате России в Волгограде, побывал на чемпионате Европы в помещении в Мадриде, откуда привёз награду бронзового достоинства. Позже выиграл серебряную медаль на молодёжном европейском первенстве в Эрфурте, уступив здесь только соотечественнику Александру Сергееву. Будучи студентом, представлял страну на летней Универсиаде в Измире, где показал в тройном прыжке пятый результат.
В 2006 году с результатом 16,60 метра занял 11-е место на чемпионате Европы в Гётеборге.
В 2007 году одержал победу на зимнем чемпионате России в Волгограде, был шестым на чемпионате Европы в помещении в Бирмингеме, занял первое место в личном зачёте на Кубке Европы в Мюнхене, выиграл летний чемпионате России в Туле, закрыл десятку сильнейших на чемпионате мира в Осаке.
В 2008 году взял бронзу на зимнем чемпионате России в Москве, с личным рекордом в 17,43 метра выиграл серебряную медаль на летнем чемпионате России в Казани. Благодаря череде удачных выступлений удостоился права защищать честь страны на летних Олимпийских играх в Пекине — на предварительном квалификационном этапе прыгнул на 16,97 метра и в финал не вышел.
После пекинской Олимпиады Петренко остался действующим спортсменом и продолжил принимать участие в различных всероссийских стартах. Так, в 2011 году он добавил в послужной список серебряную награду, выигранную в тройном прыжке на чемпионате России в Чебоксарах.
За выдающиеся спортивные достижения удостоен почётного звания «Мастер спорта России международного класса».